# Bjering
Bjering (укр. Берінг) — норвезький виробник газонокосарок та автомобілів з фабрикою у місті Євік.

## Історія
Ганс Крістіян Берінг (Hans Christian Bjering, 1871–1954) зацікавився інженерною професією, і в 1914 році став працювати на фабриці A/S Jøssingfjord Manufacturing Co. (Jøssingfjord), яка будувала гідроелектростанції. Працюючи на фабриці, Берінг винаходить газонокосарку з двома лезами і в 1917 році відкриває свою фабрику A/S Bjerings Slaamaskiner для виготовлення газонокосарок.

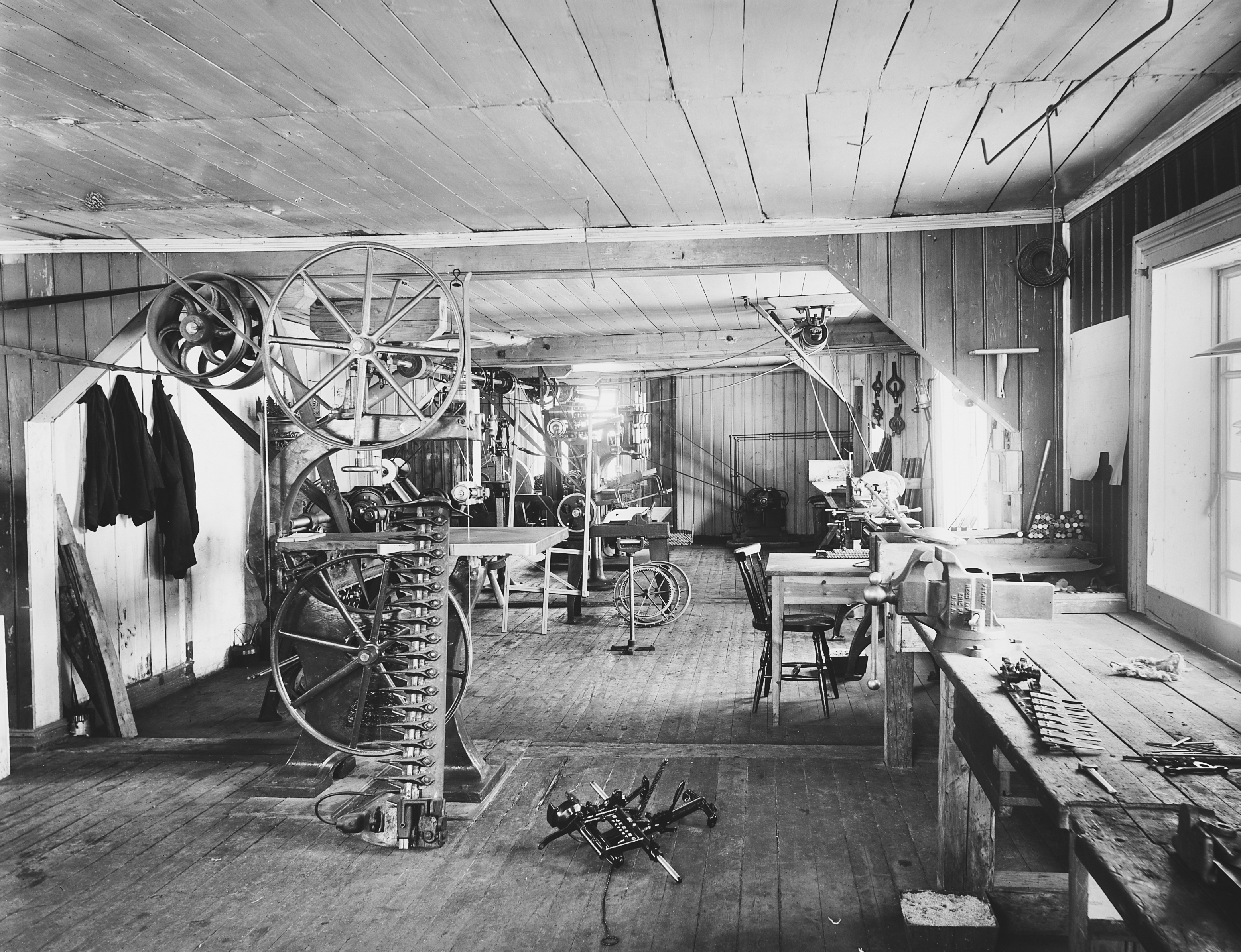
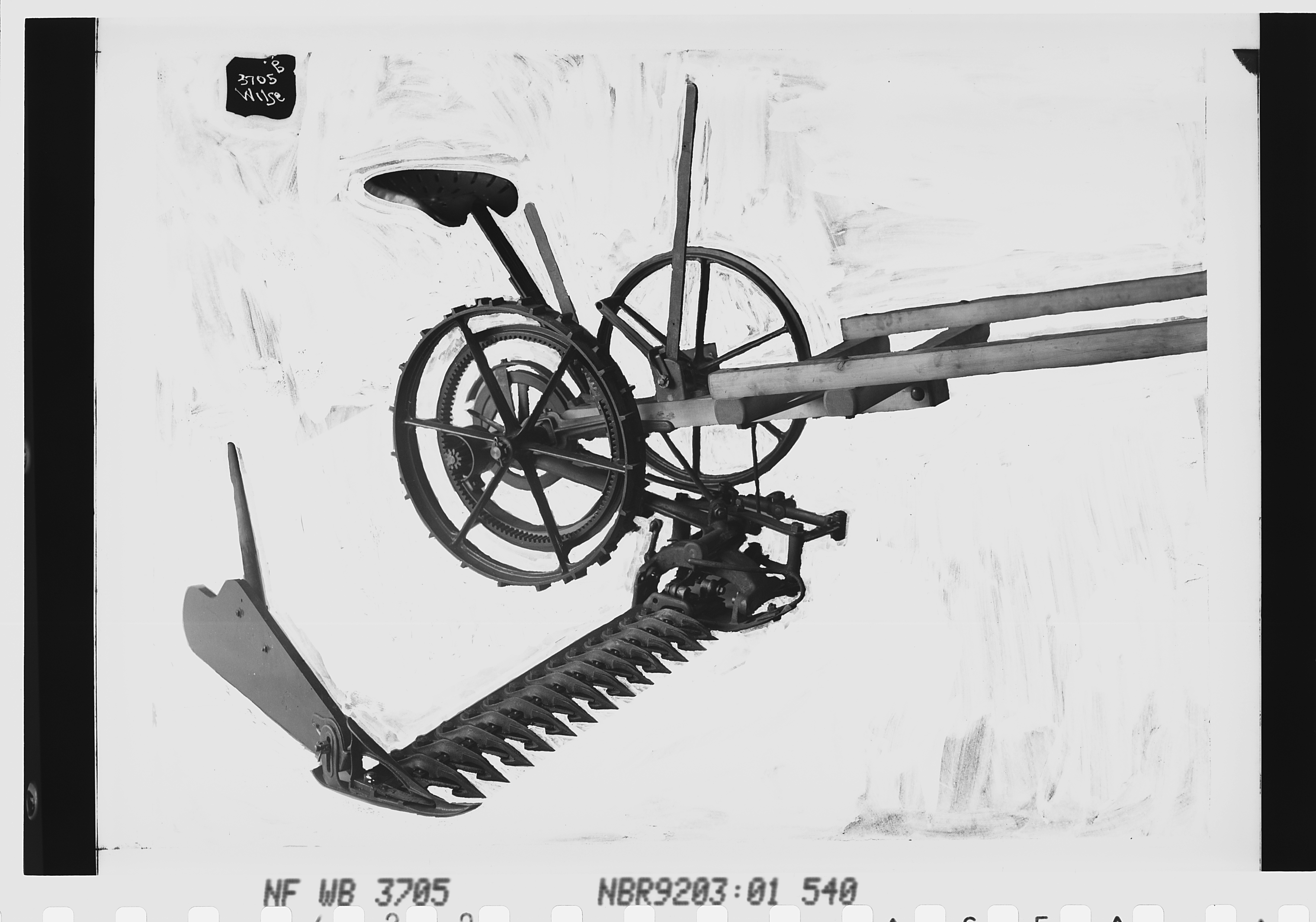

Не зважаючи на те, що газонокосарки були доволі надійними і непоганої конструкції, бізнес не пішов. 
Узимку 1918 року Берінг вирішив побудувати легкий мікроавтомобіль типу циклокар, який підходив би для зимових норвезьких доріг, які практично були нечищеними.
У 1920 році Берінг закрив фабрику A/S Bjerings Slaamaskiners і заснував фабрику A/S Autoslæde, при якій працювала авторемонтна майстерня.

## Автомобілі

### 1918—1921
Конструкія автомобіля була шириною лише 1,1 м, мотор V-подібний, запозичений у 4-циліндрових мотоциклів Henderson Motorcycle об'ємом 2,1 л і потужністю у 20 к. с., був розташований посередині. 2-місний кузов типу кабріолет, але без відкидного даху, був побудований із дерева. Сидіння були розташовані тандемно, а водій сидів позаду пасажира для кращого навантаження на задню вісь. Замість передніх коліс на ці автомобілі можна було встановити лижі. Також було побудовано дослідний одномісний прототип.

До 1922 року було випущено серію з 4 автомобілів. Вартість склала 25000 норвезьких крон, але комерційного успіху автомобіль не мав. Один серійний екземпляр зберігається у Norsk Kjøretøyhistorisk Museum. У 2017 році, Пошта Норвегії випустила серію поштових марок з норвезькими автомобілями, на одній з яких зображено автомобіль Bjering (1921).

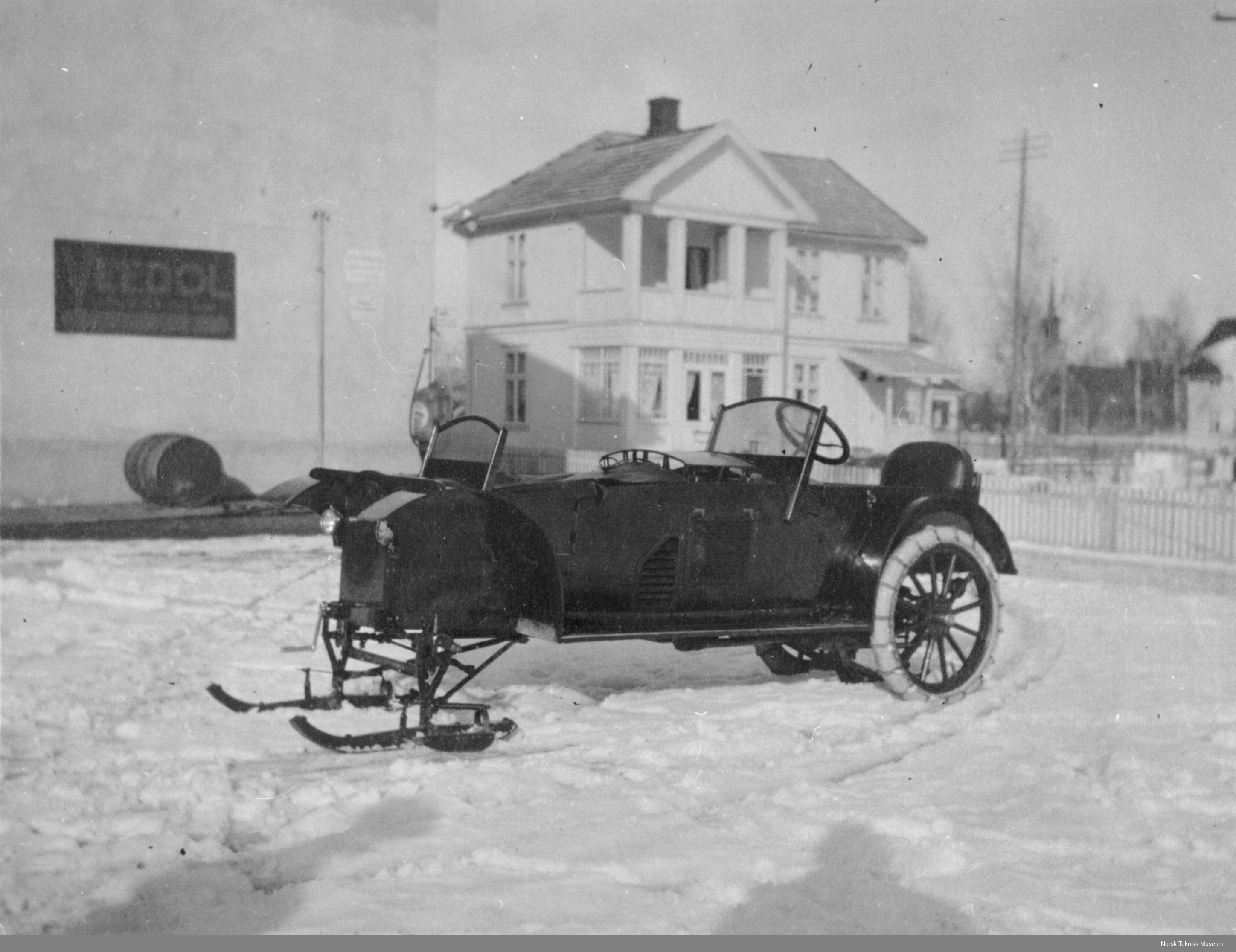
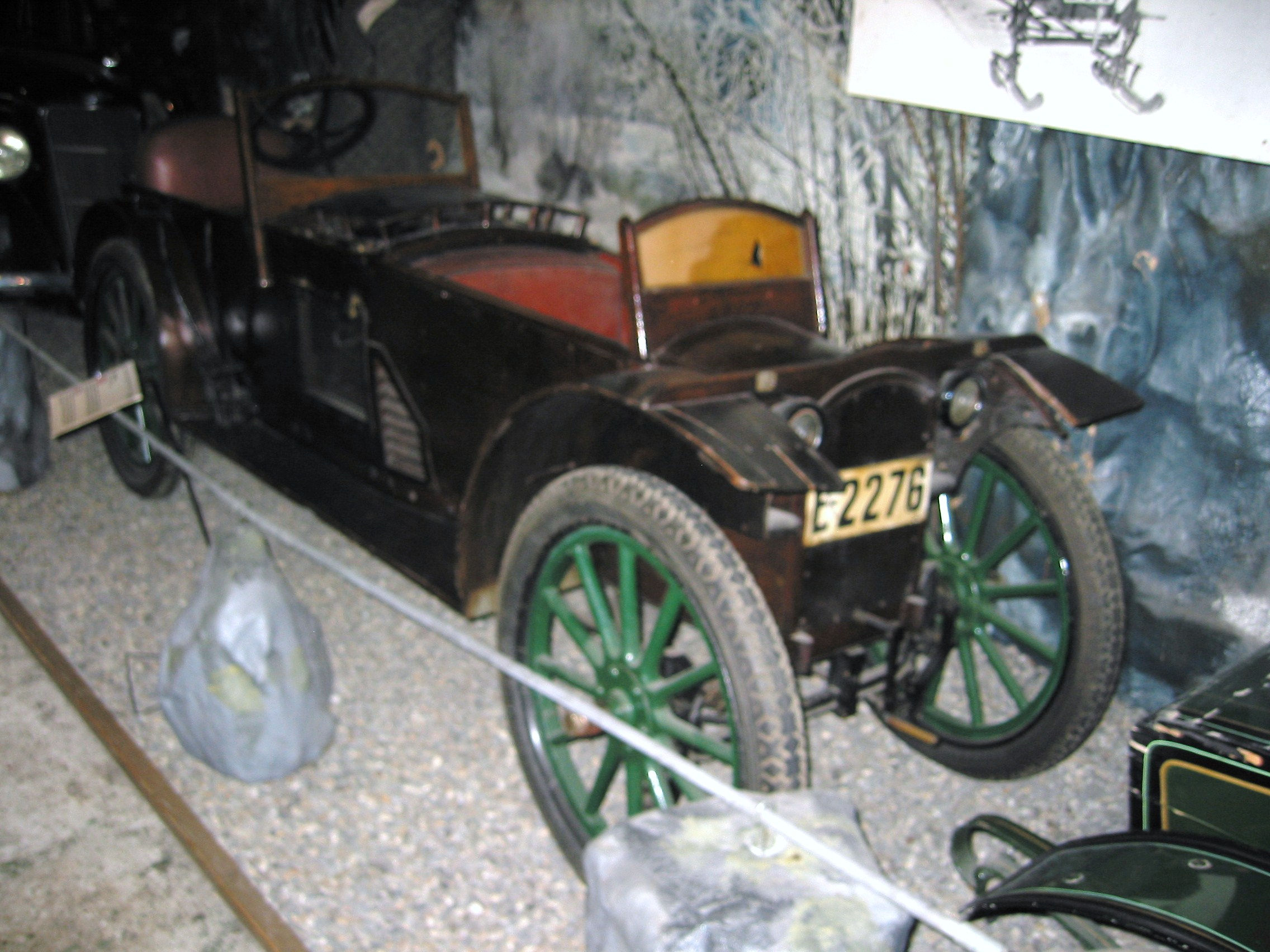
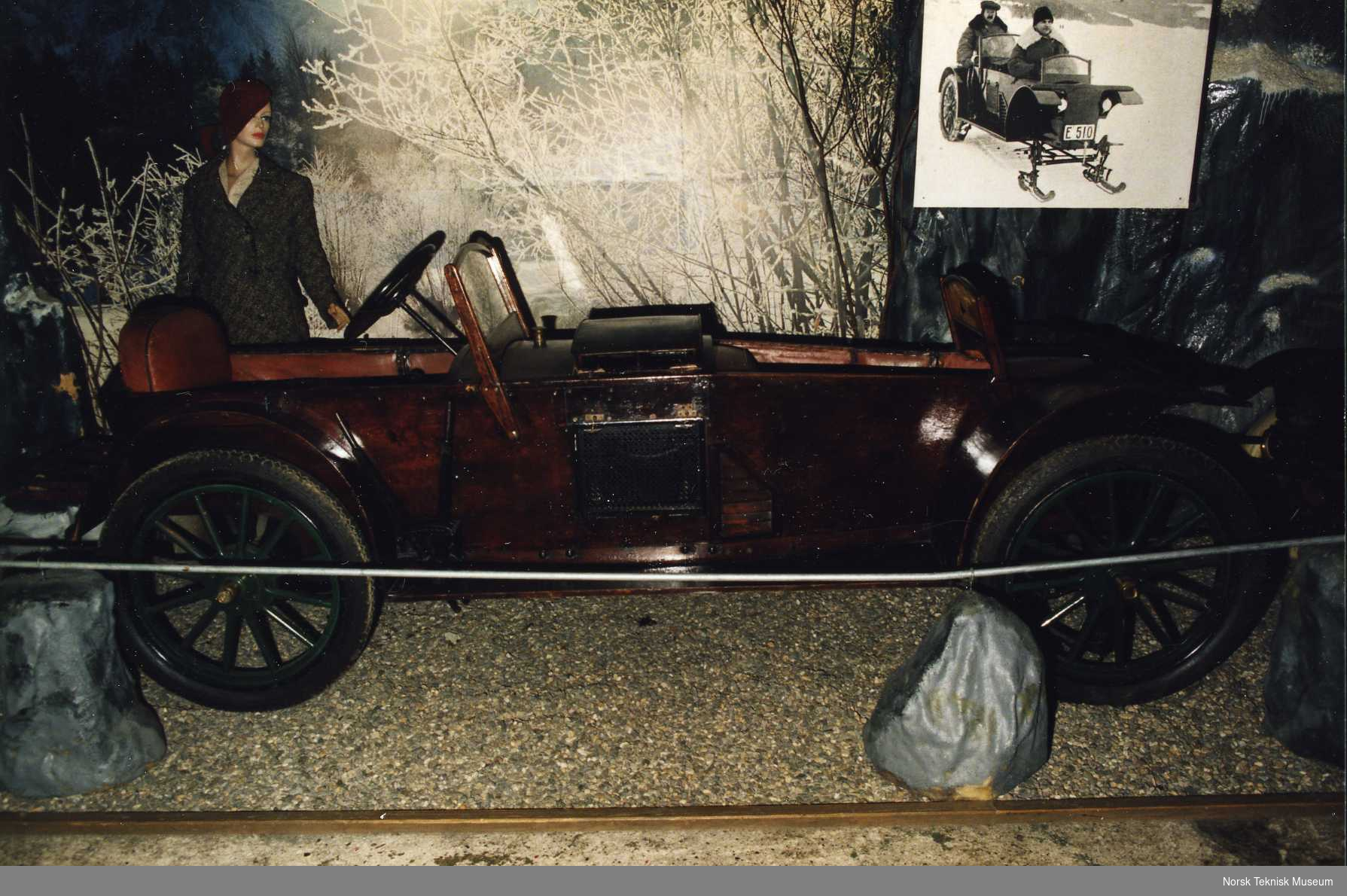

Окрім автомобілів, автомобіле-ремонтна майстерня Берінга випускала причепні лижі для мотоциклів.

### 1924—1925
У 1923 році збройова фабрика Raufoss Ammunisjonsfabrikker у зв'язку з падінням попиту на амуніцію вирішує зайнятися виробництвом автомобілів, для чого вони контактують із Берінгом і наймають його для довершення його проєкту автомобіля. Кузов був побудований з алюмінієвих листів із відкидним брезентовим дахом кабіни, а рядний 4-циліндровий мотор перенесений у задню частину і оснащено 3-ступеневою коробкою, яка розташовувалася перед водієм. Машина важила 800 кг і розвивала швидкість до 55 км/год. Як і в першій моделі, автомобіль міг бути обладнаний лижами замість передніх коліс.
Додатково було створено пасажирський двомісний причіп.
Коли два автомобілі були готові до 1925 року, потреба в автомобілях подібного класу відпала, оскільки дороги в Норвегії стали чистити тракторами. Один автомобіль із двох побудованих зберігається у Norsk Teknisk Museum.

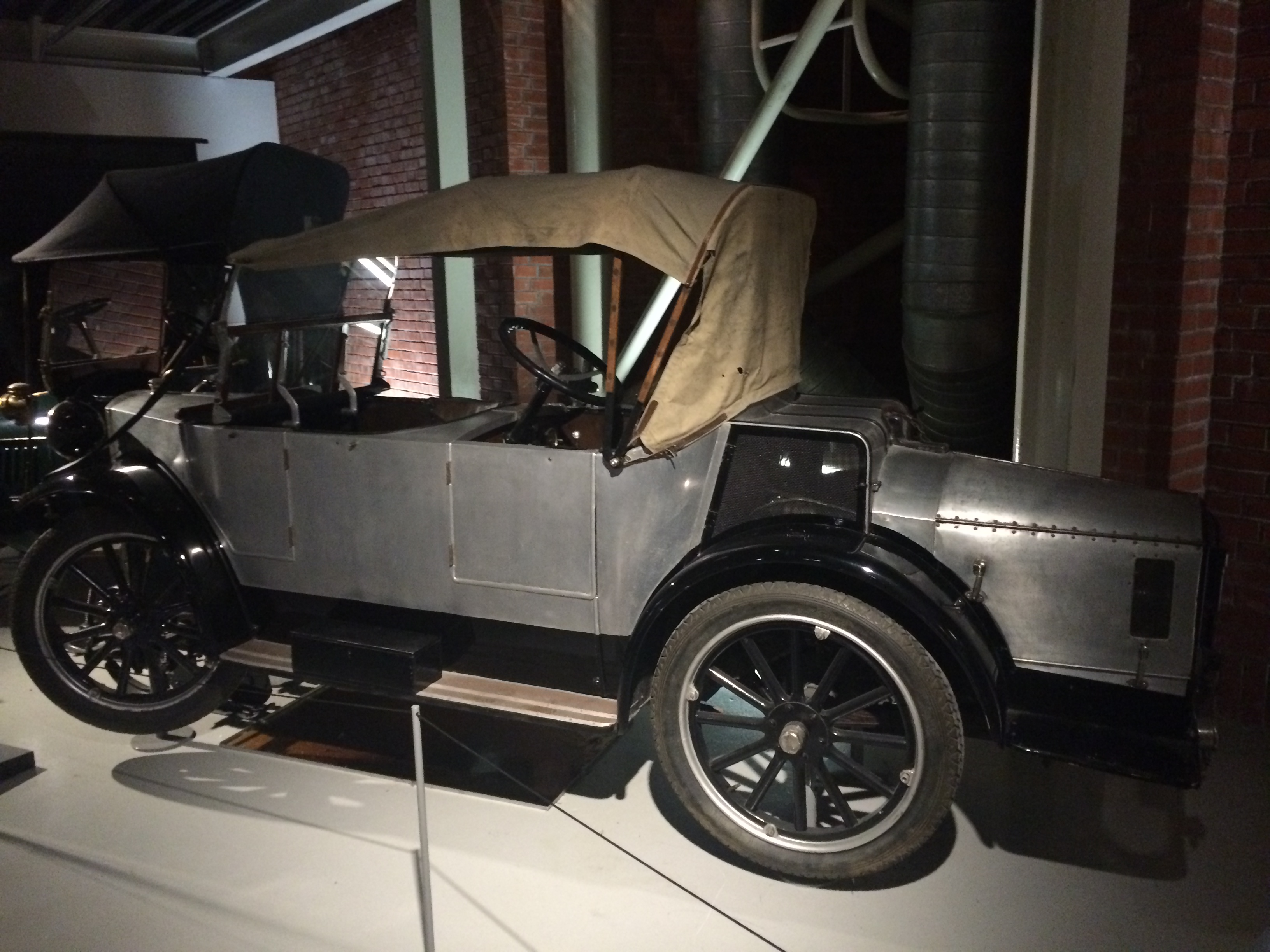
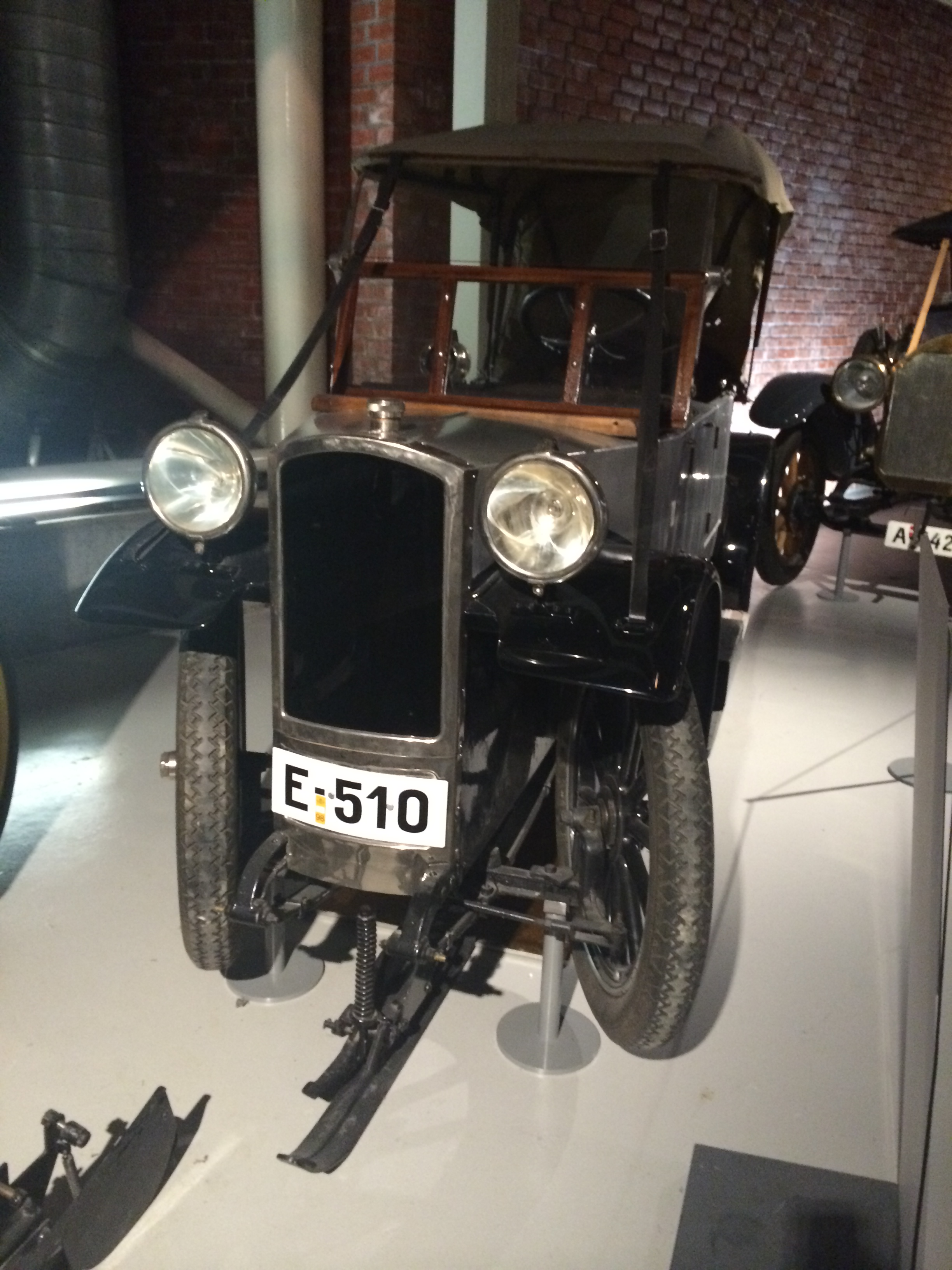